# Greenside Church

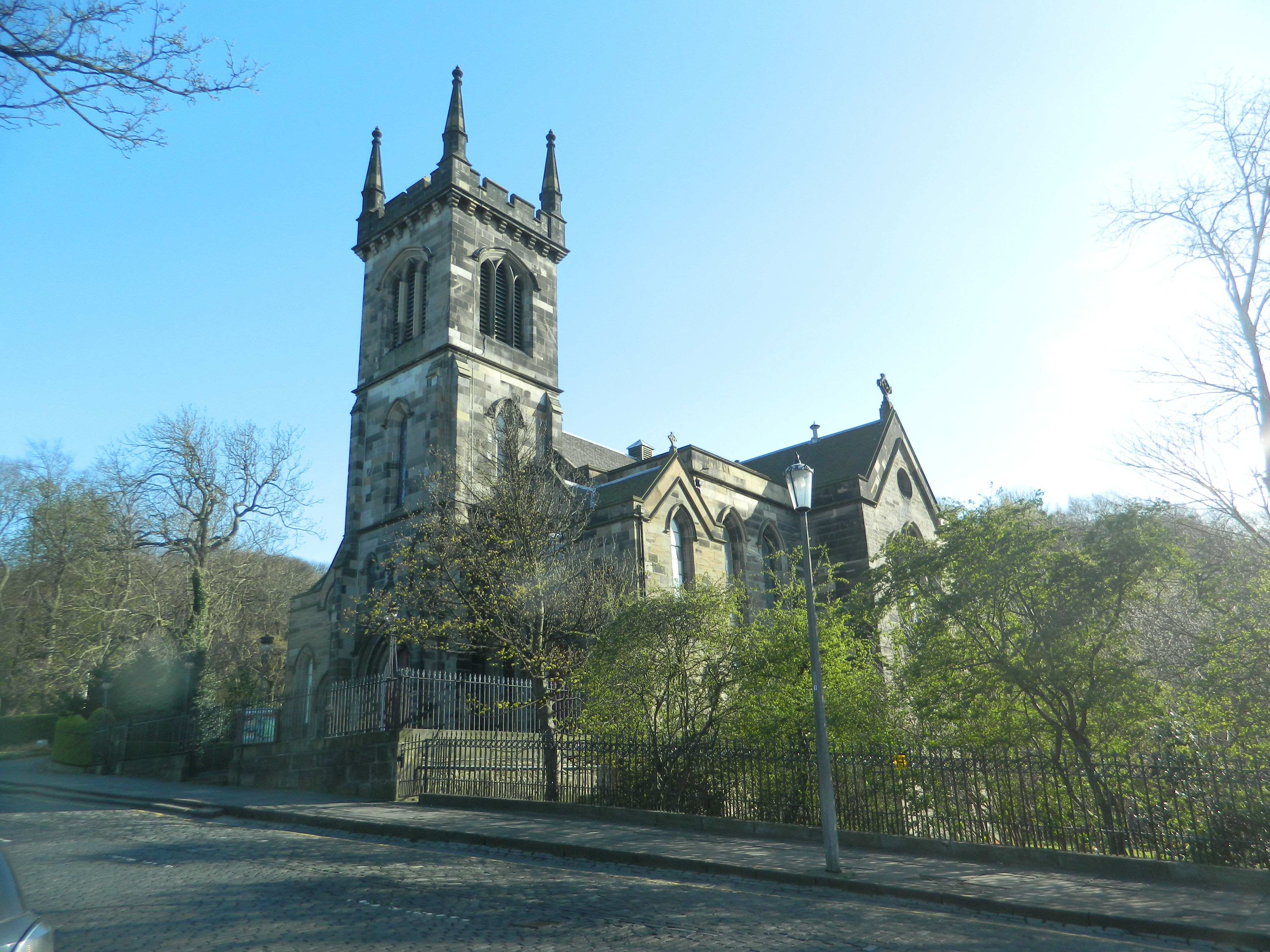
Greenside Church

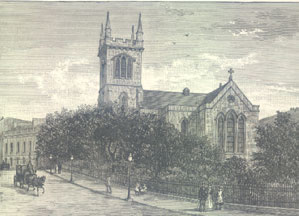
Greenside Church 1883

Die Greenside Church ist ein Kirchengebäude der presbyterianischen Church of Scotland in Edinburgh. Sie liegt an der Royal Terrace am nördlichen Fuß des Calton Hill. Das Gebäude ist als Denkmal der höchsten Kategorie A klassifiziert.

## Geschichte
Die Kirche steht an einer Stelle, an der sich im Mittelalter ein Kloster der Karmeliten befunden hatte. Dieses Kloster wurde nach der Reformation in Schottland aufgegeben und das Gebäude zunächst als Unterbringungsort für Leprakranke genutzt, bevor es gänzlich verfiel.
Die heutige Kirche ist ein neugotischer Bau des Architekten James Gillespie Graham. Sie wurde am 6. Oktober 1839 fertiggestellt.

## Orgel
Die Orgel wurde 1933 von der Orgelbaufirma Ingram & Company (Edinburgh) erbaut und 1964 durch die Orgelbauer Henry Willis & Sons (London) umfassend überarbeitet. Zuletzt wurde das Instrument 1993 von der Orgelbaufirma Rushworth & Dreaper (Liverpool) restauriert. Die Orgel hat 21 Register auf zwei Manualen und Pedal. Die Spiel- und Registertrakturen sind elektro-pneumatisch.
| I Great C–c4     |     |
| Lieblich Bourdon | 16′ |
| No. 1 Open Diap  | 8′  |
| No. 2 Open Diap  | 8′  |
| Clarabella       | 8′  |
| Dulciana         | 8′  |
| Principal        | 4′  |
| Harmonic Flute   | 4′  |
| Fifteenth        | 2′  |

| II Swell C–c4       |    |
| Violin Diapason     | 8′ |
| Lieblich Gedact     | 8′ |
| Echo Gamba          | 8′ |
| Vox Celestes        | 8′ |
| Gemshorn            | 4′ |
| Dulciana Mixture II |    |
| Horn                | 8′ |
| Oboe                | 8′ |
| Clarinet            | 8′ |
| Tremulant           |    |

| Pedal C–f1    |     |
| Open Diapason | 16′ |
| Bourdon       | 16′ |
| Octave        | 8′  |
| Bass Flute    | 8′  |

- Koppeln: II/I und II/II (jeweils auch als Sub- und Superoktavkoppeln), I/P, II/P (auch als Superoktavkoppel)